# El Mundo
El Mundo (španělsky „Svět“, celým jménem El Mundo del Siglo Veintiuno, „Svět 21. století“) je druhý největší španělský deník (prvním je El País). Byl založen v roce 1989 a sídlí v Madridu. Má mnoho regionálních verzí (Madrid, Barcelona, Baleares, Valenciana, Alicante, Castellón, Castilla y León, País Vasco, Andalucía, Sevilla, Málaga a Galicia). Je považován za konzervativní.
El Mundo patří k italské skupině RCS MediaGroup.